# Policy network
Vous pouvez aider à l'améliorer ou bien discuter des problèmes sur sa page de discussion.
- Sa typographie ne respecte pas les conventions de Wikipédia. Vous pouvez solliciter de l’aide de l’Atelier typographique. (Marqué depuis mai 2022)
- La traduction doit être revue. Le contenu est difficilement compréhensible à cause d’erreurs de traduction, peut-être dues à l’utilisation d’un logiciel de traduction automatique. (Marqué depuis mai 2022)
- Il est à actualiser. Certains passages sont obsolètes ou annoncent des événements désormais passés. (Marqué depuis mai 2022)

Policy network était un think tank international progressiste de centre-gauche basé à Londres. C’est une des principales plateformes de pensée stratégique à long terme, d’élaboration de politiques et de leur application internationale; influençant les débats politiques au Royaume-Uni, en Europe et dans le monde entier. Le président de Policy Network est l’ancien premier secrétaire d’État et Commissaire européen au commerce, Lord Peter Mandelson. Lord Roger Liddle, le chairman, fut l’ancien conseiller des affaires européennes pour le premier ministre Tony Blair et le président de la Commission européenne José Manuel Barroso, et Dr Olaf Cramme en est le directeur.

## Description
Policy Network est un éminent think tank et un réseau politique international basé à Londres. Son but est de promouvoir une pensée stratégique afin d’apporter des solutions progressives aux challenges du XXIe siècle et au futur de la démocratie sociale, en affectant les débats politiques en Angleterre, Europe ou le reste du monde.
Policy Network organise des débats et conduit des recherches sur des politiques en particulier, ou sur les défis politiques contemporains qu’affrontent Gouvernements et Partis ; soit parce que les réponses adressées sont encore trop vagues, ou parce qu’elles rencontrent des problèmes d’exécution dues à des politiques restrictives.
Leur travail apparait régulièrement dans la presse internationale, comme entre autres The Economist,, The Financial Times,,, the BBC,,,, The Guardian,, The Telegraph, Le Monde, Die Zeit, le Chicago Tribune, et le Huffington Post,.

## Le Sommet des progressistes

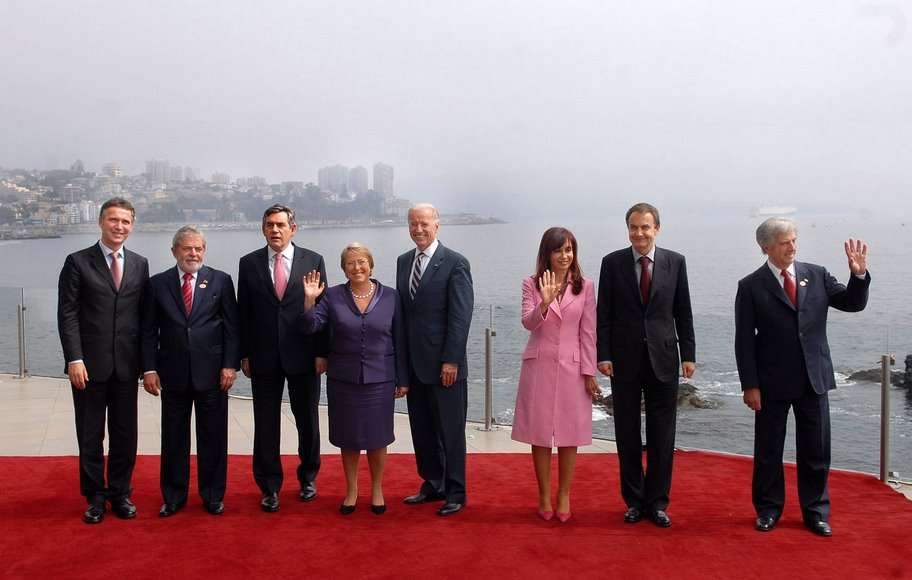
Sommet des Progressistes au Chili, 2009.

Policy Network est le secrétariat du Sommet des Progressistes, qui réunit des chefs d’État, ministres, politiciens et intellectuels du monde entier afin d’aborder les défis posés par la mondialisation.  Le but de ce réseau est d’améliorer la coopération entre des décideurs clé et les universitaires, ainsi que de fournir un lieu d’échange de politiques et de leurs applications concrètes. Le Sommet des Progressistes fut créé en 1999 par le président des États-Unis Bill Clinton, le Premier ministre britannique Tony Blair, le chancelier allemand Gérard Schröder, le Premier ministre des Pays-Bas Wim Kok et le Premier ministre italien Massimo D’Alema.
Policy Network a un riche passé d’hôte des conférences du Sommet des Progressistes. Depuis sa formation en 1999, ces conférences ont été tenues entre autres au Chili, Au Royaume-Uni, en Afrique du Sud, Allemagne, Norvège et Suède. Ces conférences ont souvent aussi eu pour hôtes les chefs d’État en fonction, comme le président chilien, Michelle Bachelet en 2009 ; le Premier ministre britannique Gordon Brown en 2010 ; et le Premier ministre norvégien Jens Stoltenbergen en 2011. Le président brésilien Luiz Inacio Lula da Silva, le vice président des États-Unis d’Amérique Joe Biden, le directeur général de l'OMC Pascal Lamy, et le Premier ministre espagnol Jose Luis Rodriguez Zapatero en ont été des récents participants.
Le Premier ministre du Danemark Helle Thorning-Schmidt fut l’hôte du Sommet des Progressistes à Copenhague en avril 2013.

## Publications
- Europe's Immigration Challenge, Elena Jurado & Grete Brochmann (eds), 2013
- Legislating for Responsible Capitalism, Stephen Hockman, 2012
- On Growth, Larry Summers, 2012
- Where next for Eurozone governance?, Roger Liddle, Olaf Cramme et Renaud Thillaye, 2012
- Rebalancing What?, Mariana Mazzucato, 2012
- The New Wave of Mutuality, Robin Murray, 2012
- A Centre-Left Project for New Times, Policy Network & Wiardi Beckman Stichting, 2012
- After the Third Way, Olaf Cramme et Patrick Diamond (eds), 2012
- The Institutional Foundations of Middle Class Democracy, Jacob Hacker, 2011
- In the Black Labour: Why fiscal conservatism and social justice go hand-in-hand, Graeme Cooke, Adam Lent, Anthony Painter et Hopi Sen, 2011
- Social progress in the 21st Century, The Amsterdam Process, 2011
- Brazil rising: The prospects of an emerging power, Alfredo Cabral et Priya Shankar, 2011
- Southern Discomfort Again, Patrick Diamond et Giles Radice, 2010
- Cause for concern? The impact of immigration on political trust, Lauren M. McLaren, 2010
- Old player, new role? India in a multi-polar world, Priya Shankar, 2010
- What's the story? Nation-building narratives in Australian climate politics, David Hetherington et Tim Soutphommasane, 2010
- Democracy, climate change and global governance, David Held et Angus Fane Hervey, 2009
- The politics of climate change, Anthony Giddens, 2008
- Follow my lead: The role of politics in shaping the debate on labour migration, Shamit Saggar, 2008
- Creating a culture of fairness: a progressive response to income inequality in Britain, Roger Liddle, 2008

## Think tanks partenaires
- Fondation Friedrich-Ebert
- European Policy Centre
- Progressive Policy Institute (en)
- Wiardi Beckman Stichting
- Foundation for European Progressive Studies (en)